# Membrane interosseuse de la jambe
La membrane interosseuse de la jambe (ou ligament interosseux de la jambe) est une membrane fibreuse entre le tibia et la fibula et constituant une articulation fibreuse entre ces deux os.

## Description
La membrane interosseuse de la jambe s'étend entre le bord interosseux du tibia et la crête interosseuse de la fibula.
Elle est constituée d'une mince lame aponévrotique composée de fibres obliques, qui pour la plupart s'étendent vers le bas et latéralement; quelques fibres cependant passent en sens inverse.
Elle comble l'espace interosseux entre les deux os et est plus large en haut qu'en bas.
Son bord supérieur est libre et concave en haut et délimite une ouverture ovale pour le passage de l'artère tibiale antérieure.
Son extrémité inférieure est en continuité avec le ligament interosseux de l'articulation tibio-fibulaire distale. Elle y est perforé par des ouvertures pour le passage de petits vaisseaux, dont l'artère fibulaire antérieure.
Elle sépare les muscles de la loge crurale antérieure de ceux de la loge crurale postérieure.
En avant se trouvent les muscles tibial antérieur, long extenseur des orteils, long extenseur de l'hallux et troisième fibulaire, et à l'arrière les muscles tibial postérieur et long fléchisseur de l'hallux.
Les vaisseaux tibiaux antérieurs et le nerf fibulaire profond cheminent sur sa face antérieure.